# Thiago Mendonça
Thiago Mendonça (Belford Roxo, 28 de agosto de 1980) é um ator brasileiro.

## Biografia
Artista com experiência em cinema, teatro e televisão. 
Integrante da Companhia de Teatro Íntimo desde 2005, onde também exerce a função de figurinista e diretor de arte com criações para espetáculos teatrais e audiovisuais. Como ator, iniciou sua trajetória em 1998 no Teatro Tablado de Maria Clara Machado. Já atuou em mais de uma dezena de espetáculos.
Em 2004, estreou no cinema como o cantor Luciano da dupla Zezé Di Camargo & Luciano na cinebiografia 2 Filhos de Francisco. Participou de Tropa de Elite e, em 2013, interpretou Renato Russo no longa Somos Tão Jovens. 
Estreou na televisão em 2007, na novela Duas Caras, de Aguinaldo Silva. Em 2014, volta à TV Globo para fazer o médico Felipe que sofria de alcoolismo na novela Em Família, de Manoel Carlos. Em 2016, integra o elenco da versão brasileira do sucesso mexicano Carinha de Anjo, onde interpreta o cozinheiro Vitor, papel criado para essa versão pela autora Leonor Corrêa.

## Filmografia

### Televisão
| Ano       | Título                                 | Papel                                      | Emissora   |
| --------- | -------------------------------------- | ------------------------------------------ | ---------- |
| 2016-2018 | Carinha de Anjo                        | Vitor Gamboa                               | SBT        |
| 2014      | Super Chef Celebridades                | Ele Mesmo                                  | Rede Globo |
| 2014      | Em Família                             | Felipe                                     | Rede Globo |
| 2010      | Dalva e Herivelto - Uma canção de amor | Billy                                      | Rede Globo |
| 2007      | Duas Caras                             | Bernardinho (Bernardo da Conceição Júnior) | Rede Globo |
| 2006      | O Profeta                              | filho de Olegário                          | Rede Globo |
| 2002      | Malhação                               | Aluno do 2ª Ano                            | Rede Globo |
| 2001      | Sítio do Picapau Amarelo               | Bagre Mordomo                              | Rede Globo |
| 2000      | Bambuluá                               | Ciclista                                   | Rede Globo |

### Cinema
| Ano  | Título                | Papel             |
| ---- | --------------------- | ----------------- |
| 2017 | A Comédia Divina      | Lucas             |
| 2016 | O Vendedor de Sonhos  | Boquinha de Mel   |
| 2013 | Somos Tão Jovens      | Renato Russo      |
| 2007 | Tropa de Elite        | Usuário de drogas |
| 2005 | 2 Filhos de Francisco | Luciano Camargo   |

## No Teatro
| Ano  | Título                                |
| ---- | ------------------------------------- |
| 2023 | Identidade X                          |
| 2022 | Pessoas Brutas                        |
| 2019 | Stonewall 50 - Uma Celebração Teatral |
| 2018 | Transex                               |
| 2017 | Cabaret Fucô                          |
| 2016 | O Semeador                            |
| 2015 | João Cabral                           |
| 2012 | O Beijo no Asfalto                    |
| 2012 | Dorian                                |
| 2010 | Olhe pra Trás com Raiva               |
| 2006 | Veridiana e Eu                        |
| 2005 | Os Inimigos da Classe                 |
| 2002 | O Ateneu                              |
| 2001 | Zero de Conduta                       |
| 2001 | Os Meninos da Rua Paulo               |